# CIRCUS CIRCUS
CIRCUS CIRCUS（サーカス・サーカス）は、J-WAVEで金曜日の日本時間16:30-20:00に放送されていたラジオ番組である。

## 出演者

### ナビゲーター
番組内では、「団長」と表現する。これは、番組自体を「サーカス団のように見立て、東京を街から街へ綱渡りしていく」という番組のコンセプトが反映されていることから。
- 渡部建（2011年4月1日 - 2012年9月28日） - 新たにナビゲーターを務めると発表。ピンチヒッターではない。アンジャッシュとして、2010年11月19日放送にゲスト出演経験がある。
- 秀島史香（放送開始 - 2011年1月28日） - 1月に妊娠していることが分かり、番組内で報告。2月からは出産準備等のため降板。
- トムセン陽子（2011年2月4日 - 3月25日） - 秀島の産休期間中のピンチヒッター。J-WAVEには初出演。期間は2ヶ月だった。ちなみに秀島とは事務所が同じ。

### レポーター
- HAPPYだんばら（2010年4月2日〜2010年9月24日）
- 土屋礼央（2010年10月1日〜）

## 概要
- 2010年3月をもって『GROOVE LINE』が終了し、金曜日のナビゲーターであった秀島史香が単独で放送する番組となる。秀島の単独レギュラーは『J'S IMPACT』以来10年ぶり（なお、月曜〜木曜の夕方には、『GROOVE LINE』のリニューアル版にあたる『GROOVE LINE Z』が放送されている）。
- 「地元密着型ラジオ」をキーワードにあらゆる町をサーカスのようにつないでいくのが番組の核となる企画。
- 番組のホームページは3月の一時期だけ閲覧ができたが、4月1日から4月2日の16時までの間は「近日公開!! お楽しみに!!」の文字が表示されるだけで、閲覧することができなかった。
- 放送開始日の12時頃にTwitterの公式アカウントが開設され、レポーターがレポート中に使用している。

### 公開生放送
- 2010.06.25　秋葉原（3331 Arts Chiyodaからの放送。若井おさむ、天津木村、星野源がゲスト。）
- 2010.09.24　四谷三丁目（東京おもちゃ美術館からの放送。LiLiCo、つじあやのがゲスト。）
- 2010.10.29　青山一丁目（東京デザイナーズウイークからの放送）

## 主なコーナー
- 16:40 ORIX CARSHARING MEET THE TOWN!
- 17:00 MITSUI FUDOSAN RESIDENTIAL SMILE PROJECT
- 17:40 TOKIWAYAKUHIN KOUGYOU TWEET TWEET
- 18:10 ZAGAT SURVEY GOURMET DISCOVERY
- 18:30 PEOPLE PEOPLE
- 19:10 F'S CONNECTION